# Semustin
Semustin (synonym: Methyl-Chlorethyl-Cyclohexyl-Nitroso-Urea = MeCCNU; chemisch 1-(2-Chlorethyl)-3-(4-methylcyclohexyl)-1-nitrosoharnstoff) ist der Freiname für ein Zytostatikum aus der Gruppe der Nitrosoharnstoffe. Es ist das 4-Methyl-Derivat von Lomustin.

## Stereochemie
Semustin ist eine Verbindung, von der aufgrund der unterschiedlichen Substitutionsmöglichkeiten am Cyclohexanring zwei Isomere, sogenannte cis/trans-Isomere existieren. Solche Isomere können sich in physikalischen Eigenschaften und biologischen Wirkungen unterscheiden. 

## Pharmakologie

### Wirkmechanismus
Semustin verändert wie alle Nitrosoharnstoffe das Erbgut in den Zellkernen. Dies führt dazu, dass sich die betroffenen Zellen nicht mehr teilen können und nach einiger Zeit absterben. Von der Genom-Schädigung sind im Wesentlichen schnell teilende Zellen – vor allem Krebszellen – betroffen. Semustin ist in der Lage die Blut-Hirn-Schranke zu überwinden. Dies ist bei der Behandlung von Melanomen mit ZNS-Metastatisierung von Vorteil.

### Nebenwirkungen
Semustin ist myelotoxisch, das heißt, es schädigt das Knochenmark. Diese Schädigung wirkt sich negativ auf die Blutbildung, insbesondere der Thrombozyten und Leukozyten aus. Daneben sind Übelkeit und Haarausfall die wichtigsten Nebenwirkungen.
Semustin ist – wie alle Nitrosoharnstoffe – selbst kanzerogen, das heißt krebserregend. Im Tierversuch erhöht es bei Ratten nach intraperitonealer Gabe die Gesamttumorrate und bei weiblichen Mäusen die Rate an Leukämien und an malignen Lymphomen. Für den Menschen ist es seit Beginn der 1990er Jahre als krebserregend eingestuft. Das Risiko einer Leukämieerkrankung steigt nach einer Behandlung mit Semustin signifikant an.

## Entwicklungsgeschichte
Semustin wurde in den 1960er und 1970er Jahren experimentell in der Behandlung verschiedener Krebserkrankungen (etwa primärer und metastasierende Hirntumoren, Lungentumoren, Leukämie, Hodgkin-Lymphom, des malignes Melanoms und epidermoidalen Lungenkarzinoms) untersucht; jedoch nie als Arzneimittel zugelassen. Hinweisen aus der Literatur zufolge soll es Anfang der 2000er in der Volksrepublik China zur Behandlung verschiedener hämatopoetischer Malignome eingesetzt worden sein.

## Externe Links zu erwähnten Verbindungen
1. ↑  Externe Identifikatoren von bzw. Datenbank-Links zu cis-Semustin:  CAS-Nr.: 33185-87-4, PubChem: 5198, ChemSpider: 23354365, Wikidata: Q27253629. NSC-Nummer: 135091.
2. ↑  Externe Identifikatoren von bzw. Datenbank-Links zu trans-Semustin:  CAS-Nr.: 33073-59-5, ChemSpider: 16740879, Wikidata: Q27277177. NSC-Nummer: 95441.